# Aristolochia chiapensis
Aristolochia chiapensis là một loài thực vật có hoa trong họ Aristolochiaceae. Loài này được J.F.Ortega & R.V.Ortega mô tả khoa học đầu tiên năm 1998.